# Уркаш (село)
Уркаш (каз. Орқаш) — село в Камыстинском районе Костанайской области Казахстана. Административный центр и единственный населённый пункт Уркашского сельского округа. Находится на реке Карасу примерно в 77 км к юго-востоку от районного центра, села Камысты. Рядом расположены озёра Тениз, Шукырколь, Алаколь, Киндикти и Уркаш. Код КАТО — 394857100.

## Население
В 1999 году население села составляло 615 человек (322 мужчины и 293 женщины). По данным переписи 2009 года в селе проживало 297 человек (165 мужчин и 132 женщины).
На 1 июня 2017 года население села составляло 150 человек.